# Pelousey
Pelousey è un comune francese di 1 463 abitanti situato nel dipartimento del Doubs nella regione della Borgogna-Franca Contea.

## Società

### Evoluzione demografica
Abitanti censiti

## Amministrazione

### Gemellaggi
- Mozzagrogna, dal 2006